# Black Santiago
Black Santiago est un orchestre béninois d'afrobeat et d'afropop, originaire d'Accra, au Ghana. Les membres connus du Black Santiago sont Ignace de Souza, Bayo Agonglo, Miguelito senior, et Eric Medrid.

## Histoire
L'histoire de l'orchestre Black Santiago trouve ses racines à l'époque où les Black Santiagos connaissent un grand succès. À l'origine, l'idée de nommer le groupe « Les Noirs de Santiago » émerge, faisant référence aux personnes noires portant le Santiag, et à la ville cubaine du même nom. Cela conduit à l'adoption du nom « Black Santiago ». Plus tard, le groupe a séjourné au Ghana jusqu'à ce que le chef du groupe, Ignace de Souza, reprenne les rênes, devenant ainsi le propriétaire. Après les rapatriements, le groupe est retourné au Bénin, puis a entamé une tournée au Nigeria, mettant en avant leur goût pour les déplacements. À cette époque, le chef d'orchestre, un trompettiste et saxophoniste renommé en Afrique de l'Ouest, est un ami de Fela Kuti, qui assiste fréquemment à leurs performances au Bénin. Le chef d'orchestre revendique son influence sur le genre Afrobeat, et grâce à sa collaboration avec Fela Kuti, ce style musical a pris de l'ampleur au Nigeria. Ignace de Souza prétend être le créateur de l'afrobeat, ayant enregistré son premier morceau dans ce style en 1966, tandis que celui de Fela Kuti est enregistré en 1968,,,,.
En 1983, de nouveaux membres rejoignent le groupe. Malgré un tragique accident survenu le 16 février 1988 lors d'une tournée dans le Nord, entraînant la perte de trois membres, dont le chef d'orchestre Miguelito senior (père du petit Miguelito) et Eric Medrid, le groupe persiste dans sa passion musicale. Bayo Agonglo, neveu d'Ignace de Souza, a ensuite pris les commandes de l'orchestre, le dirigeant pendant 28 ans, jusqu'à son décès après une courte maladie. La relève est assurée par un autre membre du groupe. Afin de garantir la pérennité de l'orchestre, de jeunes talents sont recrutés pour insuffler un nouvel élan à l'ensemble. Malgré ces changements, l'orchestre reste fidèle à son style musical, en particulier l'afrobeat, dans le but de préserver l'héritage de Black Santiago.

## Événements
Les Blacks Santiago se sont produits dans de nombreux pays en Afrique et aussi à Paris au théâtre Claude Lévi-Strauss dans le cadre de la semaine culturelle du Bénin en France.

## Série Black Santiago Club
Crée par Alain Patetta et Florent Mazzoleni et réalisée par Toumani Sangaré et Tiburce Bocovo, ce thriller musical d'afrobeat raconte l'histoire de l'orchestre Black Santiago qui se produit tous les soirs à Cotonou. Lorsque Azu, un promoteur sans éthique, cherche à s'approprier le terrain du Black Santiago Club pour y ériger une station balnéaire, une famille de musiciens s'efforce de contrecarrer ses projets. Le propriétaire Antoine, en conflit avec son fils Théo, un brillant saxophoniste, et Sika, une jeune chanteuse dont le talent exceptionnel promet de donner une nouvelle direction à sa vie et de raviver l'éclat de l'orchestre, sont au cœur de cette lutte,.
Elle met en scène les membres actuels du Black Santiago ainsi que de nombreux artistes béninois tels que: Zeynab, Vano baby, Nel Oliver et bien d'autres comme l'artiste nigerian Femi Kuti le fils de Fela Kuti. On note également la présence de l'acteur, pianiste et mannequin franco-béninois Sèdo Tossou qui interprète le rôle de Victor ,,,,.
C'est le fruit d'une collaboration entre Canal+, Black Santiago et des artistes locaux.

## Style musical
Black Santiago s'aventure dans une diversité de genres musicaux comprenant le jùjú, le highlife, l'afrobeat, l'afro-cubain, l'afropop, l'afro-funk, l'afro-fusion, ainsi que bien d'autres,,,.

## Membres

### Membres actuels
Les actuels membres sont :
- Yves Gontran « Goby » Valette – guitare, chant, percussions, chef d'orchestre
- Christophe Codji – chant, percussions
- Idelphonse Gomez – chant, percussions
- Patrice Sossou M’Boueke – basse
- Gontrand Guedou – trombone, percussions
- Comlan Gildas Jude Zounon – percussions, talking drums
- Jawou Prudence Ahlonsou – trompette, chant, percussions
- Baudouin Gaël Bechet Valette – percussions, bongos
- Nestor Roméo Olawole Okouade – batterie
- Dossou Tounde Narcisse Loko – chant, percussions, piano

## Discographie
Sous la direction d'Ignace de Souza, Black Santiago comprend 15 albums, Bayo en ajoute 3, et avec la contribution de l'actuel chef d'Orchestre, le total s'élève à 4 albums. Cela représente un total de 22 albums.
Quelques projets des Black Santiago comprennent : Ignace De-Souza et les Black Santiagos, Avohou Pierre et l'orchestre Black Santiago, Cicacy Mathey Senior et Junior et L'orchestre Black Santiago, Joachim Boya Et L'Orchestre Black Santiago, Abalo (Duku Ame Yeyina) en 1982, Singer Nahounou et l'orchestre Black Santiago en 1980, Christophe Tahoué Accompagné par l'orchestre Black Santiago dirigé par Ignace de Souza – Les Pyramides d'Afrique en 1980, Honore Avolonto et l'orchestre Black Santiago (Honore Avolonto et l'orchestre Black Santiago en 1978), Black Santiago (en 1978), et Ignace De Souza et Black Santiago Gbè Ò houzou.